# 茨城県道路公社
茨城県道路公社（いばらきけんどうろこうしゃ）は、茨城県を設立団体とする地方道路公社である。1971年（昭和46年）9月25日設立。本社は茨城県水戸市笠原町。

## 管理運営する道路・施設
- 若草大橋有料道路（茨城県道・千葉県道68号美浦栄線）
- 日立有料道路（茨城県道66号日立中央インター線）
- 水海道有料道路（国道354号）
- E50 常陸那珂有料道路（茨城県道57号常陸那珂港南線）
- 県内の有料駐車場（4施設）
  - 筑波山つつじヶ丘駐車場（つくば市筑波）
  - みらい平駅前駐車場（つくばみらい市陽光台）
  - 友部駅北口駐車場（笠間市南友部）
  - 水戸北スマートIC駐車場（水戸市飯富町）

### 管理運営していた道路・施設
- 月居トンネル有料道路 : 1987年（昭和62年）2月1日 無料開放[2]
久慈郡大子町の袋田と小生瀬を結ぶ1976年（昭和51年）4月1日に開通した0.8 kmの県道日立大子線の有料道路で[3][4]、現在は無料開放されて国道461号の一部となっている。1973年（昭和48年）11月から1976年（昭和51年）3月にかけて当時8億2000万円の事業費で整備された道路で、路面はアスファルト舗装からコンクリート舗装、幅員は車道6 m/2車線、歩道1 mあり、途中に長さ540 m、全福8.5 m、有効高さ4.7 mの新月居トンネルがある[3]。1976年に高柴台で全国植樹祭を開催する関連事業として整備された主要地方道日立大子線（当時）のバイパス道路として新たにトンネルが掘られたもので、1974年（昭和49年）8月1日にトンネル工事が着手された[5]。旧道部分には1876年（明治9年）に掘られた月居トンネルがある[3]。有料道路時代の通行料金は、普通車100円、大型車 (I) 150円、大型車 (II) 350円、軽自動車等70円、軽車両等10円で、開通当初の徴収予定期間は30年間とされていた[4]。
- 表筑波スカイライン : 2004年（平成16年）10月1日 無料開放
- 石岡有料道路 : 2005年（平成17年）3月31日 無料開放
- 霞ヶ浦大橋有料道路（国道354号） : 2005年（平成17年）11月1日 無料開放
- 筑波スカイライン : 2006年（平成18年）4月27日 無料開放
- 水郷有料道路 : 2009年（平成21年）12月30日 無料開放
- 新大利根橋有料道路 : 2010年（平成22年）4月17日 無料開放
- 下総利根大橋有料道路 : 2020年（令和2年）1月11日 無料開放